# Act. 7
Albums de 4Minute
Crazy
(2015)
Singles
1. Hate
Sortie : 1er février 2016

Act. 7 est le septième mini-album du girl group sud-coréen 4Minute, sorti le 1er février 2016. L'EP contient six pistes, "Hate" le titre principal a été choisi pour les promotions.

## Liste des pistes
| 1.    | Hate (싫어; Silheo) | Seo Jae-woo, Son Young-jin, Jenyer, Kim Hyun-a   | Jae-woo, Young-jin, Skrillex                        | 03:35 |
| 2.    | No Love             | Ra-young, Gen Neo (of NoizeBank), Hyun-a, Jenyer | Gen Neo (de NoizeBank)                              | 03:14 |
| 3.    | Blind               | Kwon So-hyun, Jenyer, Hyun-a                     | Im Kwang-wook, Ryan Kim, Hunnykilla, Amanda Moseley | 03:59 |
| 4.    | Canvas              | Big Ssancho, Cho Seong-ho                        | Big Ssancho, Cho Seong-ho                           | 03:35 |
| 5.    | Hate (Instrumental) |                                                  | Jae-woo, Young-jin, Skrillex                        | 03:35 |
| 17:59 |                     |                                                  |                                                     |       |

## Classement

### Weekly charts
| Classement (2016)           | Meilleure position |
| --------------------------- | ------------------ |
| South Korean Albums (Gaon)  | 2                  |
| Japanese Albums (Oricon)    | 254                |
| US World Albums (Billboard) | 3                  |

## Historique de sortie
| Pays         | Date             | Format                   | Label                                     |
| ------------ | ---------------- | ------------------------ | ----------------------------------------- |
| Monde entier | 1er février 2016 | Téléchargement numérique | Cube Entertainment, Universal Music Group |

### Sources
- (en) Cet article est partiellement ou en totalité issu de l’article de Wikipédia en anglais intitulé « Act. 7 » (voir la liste des auteurs).